# Utopia.de
Utopia.de ist eine deutschsprachige Online-Plattform zum Thema Nachhaltigkeit. Das Onlinemagazin rangiert zurzeit (November 2023) unter den 300 am häufigsten besuchten Internetangeboten in Deutschland. Eigentümer sind die Deutsche Druck- und Verlagsgesellschaft (die Medienholding der SPD) sowie die Umweltbank.

## Inhalte
Die Online-Plattform veröffentlicht vor allem Neuigkeiten und Ratgeber-Artikel zu den Themen Nachhaltigkeit und nachhaltiger Konsum. Schwerpunkte liegen dabei auf den Bereichen Klimaschutz und -wandel, Bio-Lebensmittel, Ethical Fashion und Naturkosmetik, aber auch auf der Verkehrswende, Ökostrom und Green IT.

## Gründung und Entwicklung
Utopia.de wurde im Jahr 2007 von der Unternehmerin Claudia Langer gegründet. 2009, 2010 und 2012 veranstaltete Utopia mehrere Konferenzen zum gesellschaftlichen Wandel. 2014 erwirkte utopia.de eine einstweilige Verfügung gegen das Unternehmen ProSiebenSat.1 Digital & Adjacent GmbH, die geplant hatten, den Namen „Utopia“ für eine Fernsehshow zu verwenden. Im gleichen Jahr stieg die DDVG, die Medienholding der SPD, mit einer Mehrheitsbeteiligung als Investor bei der Utopia GmbH ein, ab 2015 war sie alleinige Eigentümerin. Seit 2019 betreibt Utopia neben einer deutschsprachigen Website auch eine englischsprachige Dependance (utopia.org), seit 2020 existiert zudem ein eigener, wöchentlicher Podcast. Utopia.de beschäftigte 2020 rund 30 Mitarbeiter. 2021 übernahm die Umweltbank rund 27 Prozent der Anteile an der Utopia GmbH. 2022 wurden die beiden eigenständigen Einheiten „Utopia Values“ (Beratung für Nachhaltigkeitskommunikation) und „Utopia Content“ (Content-Marketing) gegründet. Im selben Jahr wurde mit rezepte.utopia.de auch eine eigene Rezeptseite ins Leben gerufen, die zahlreiche vegetarische und vegane Koch- und Backrezepte enthält.

## Reichweite und andere Kennzahlen
Die Website verzeichnete im Dezember 2017 nach Angaben der Informationsgemeinschaft zur Feststellung der Verbreitung von Werbeträgern über 3,3 Millionen Online-Besuche, nach eigenen Angaben hat sich diese Zahl inzwischen auf 11,3 Millionen Besuche pro Monat (Durchschnitt Januar bis Dezember 2022) gesteigert. Über Social Media erreicht die Seite mehrere Millionen Nutzer im Monat. Die Plattform erwirtschaftete in der Vergangenheit Verluste, ist aber nach Angaben der Geschäftsführung seit 2018 profitabel. Zwischen 2017 und 2019 stieg der Umsatz von 1,2 Millionen auf 2,65 Millionen Euro.

## Produkte
Ende 2019 erschien im Oekom-Verlag das Buch Meine Reise nach Utopia, das viele Inhalte der Website aufgreift. Außerdem vertreibt Utopia eigene Poster zu saisonaler Ernährung und zur Vermeidung von Lebensmittelverschwendung.

## Verbraucherstudien
Utopia veröffentlichte 2017, 2020, 2022 und zuletzt 2024 größere Verbraucherstudien zu Nachhaltigkeit, Konsum und gesellschaftlichem Wandel. Die 2020er-Studie versuchte, Trends im Bereich des nachhaltigen Konsums zu identifizieren, beispielsweise: „Die Abkehr vom Fleisch ist unumkehrbar“, „Verpackungen bleiben ein Kernthema“, „Suffizienz wird zum Trendthema“ oder „Die Jungen prägen den nachhaltigen Konsum der Zukunft“. Aus der 2022er-Studie ging eine „Typologie des nachhaltigen Konsums“ hervor, bei der sechs „Konsumtypen“ identifiziert wurden.

## Auszeichnungen
- Utopia.de wurde 2008 mit dem LeadAward als Webcommunity des Jahres[18] und 2009 als ausgewählter Ort von der Initiative Deutschland – Land der Ideen[19] ausgezeichnet.
- 2018 erhielt Geschäftsführerin Meike Gebhard den Umweltmedienpreis der Deutschen Umwelthilfe in der Kategorie Publikumspreis.[20]
- 2019 wurde Geschäftsführerin Gebhard von der Zeitschrift Werben & Verkaufen zu den 100 wichtigsten Köpfen der Marketingbranche gezählt.[21]

### Medienberichte (chronologisch)
- Nicole Basel: Wikipedia für ethischen Konsum, in: taz, 19. November 2007.
- Kathrin Hartmann: Ende der Märchenstunde. ISBN 3-89667-413-7, 2009, S. 91–110 u. a.
- Mirjam Hauck: Die grüne Utopie, in: sueddeutsche.de, 17. Mai 2010.
- Thomas Ramge: Konsequent inkonsequent, in: brand eins 02/2013.
- Robert D. Meyer: Nachhaltig in die Irre führen, in: Neues Deutschland, 15. April 2014.
- Georg Meck: Frau Langer rettet die Welt, in: Frankfurter Allgemeine Sonntagszeitung, Nr. 35, 3. September 2017, S. 30.
- Jette Müller: Lesen für ein besseres Leben, in: faz.net, 30. Juni 2020.
- Thomas Balbierer, Carolin Gasteiger: Journalismus und Umwelt: Grüner wird's nicht, in: Süddeutsche Zeitung, 1. September 2021.